# Ира Ян
И́ра Ян (настоящее имя — Э́стер, или Эсфи́рь Ио́сифовна Иосиле́вич, в замужестве Слепя́н; 2 февраля 1869, Кишинёв, Бессарабская область — 24 апреля 1919, Тель-Авив) — художница, книжный иллюстратор, переводчица

 ивритской поэзии, литератор. Одна из первых художников еврейских поселений в Палестине.
Свои работы в различные периоды творческого пути подписывала как Эсфирь Иосилевич, Эсфирь Слепян, Ян и Ира Ян. Литературные произведения публиковала в России как Эсфирь Слепян, в Палестине — как Эстер Слепян.

## Биография

Групповое фото членов коммуны «Новый Иерусалим» (1908): в первом ряду — Эстер Слепян (Ира Ян, в белом) и Ицхак Бен-Цви (крайний справа); во втором ряду — Борис Шац (в белом) и Рахель Янаит Бен-Цви (1886—1979, позади своего мужа И. Бен-Цви).

Эсфирь (Эстер) Иосилевич родилась в Кишинёве в семье видного адвоката, присяжного поверенного Иосифа (Осипа) Соломоновича Иосилевича, автора трудов по теоретическим и практическим вопросам юридических клиник (создателя самого жанра юридических клиник) и другим вопросам юриспруденции, ведущего рубрики «Юридическая клиника» в «Юридической газете» (печатался также в «Журнале гражданского и уголовного права»). С 1885 года училась в Московском училище живописи, ваяния и зодчества у В. Д. Поленова, затем в Париже у Рафаэля Коллена. Из Парижа, по совету Бориса Шаца, переехала в Софию, где открыла частную художественную студию.
В 1895 году Эсфирь Иосилевич вернулась к родителям в Кишинёв, где вышла замуж за бактериолога и эсера Дмитрия Слепяна из Одессы, вскоре после рождения их дочери Елены (1896) высланного в Архангельск за гектографическое распространение нелегальной литературы. В этот период активно занималась книжной иллюстрацией, публиковала рассказы в русско-еврейской прессе.
В 1903 году познакомилась с поэтом Хаимом-Нахманом Бяликом, который провёл в Кишинёве 5 недель, собирая материалы о недавнем Кишинёвском погроме (познакомились они через отца Эсфирь, который помогал Бялику расследовать обстоятельства погрома). Эсфирь влюбилась в Бялика, отошла от левых взглядов и заинтересовалась идеями сионизма. После отъезда Бялика она развелась с мужем.
В 1905 году в Варшаве занималась иллюстрацией произведений современной литературы на идише, в том числе одного из крупнейших литераторов на этом языке И.-Л. Переца. В это же время вновь встретилась с Бяликом, с которым у неё была романтическая связь. Последний посвятил Эсфирь Иоселевич цикл любовной лирики. Перевела на русский язык две большие поэмы Хаима Нахмана Бялика «Мёртвые пустыни» и «Огненная Хартия», была первым иллюстратором его книг на русском языке.
С 1908 года жила в Палестине, по приглашению Бориса Шаца преподавала в школе искусств «Бецалель» в Иерусалиме, вошла в объединение «Новый Иерусалим», занималась публицистикой и художественной прозой в нескольких периодических изданиях на иврите («Легенда о Храме» и «Дневники иерусалимца», 1908—1909), много переводила с иврита на русский и иллюстрировала книги. Преподавала также в гимназии «Рехавия» — второй ивритской гимназии в стране, затем в гимназии «Герцлия». Была первой учительницей рисования Нахума Гутмана.
После начала Первой мировой войны, 17 декабря 1914 года, как гражданка враждебной державы была выслана турецкими властями в Александрию, где заболела чахоткой. Вернулась в Тель-Авив незадолго до смерти, уже будучи прикованной к постели. Была похоронена на старом тель-авивском кладбище на улице Трумпельдора (позже недалеко от её могилы был похоронен и Бялик).
В 1972 году архивариус дома-музея Бялика предал гласности его переписку с Ирой Ян. Это событие вызвало ажиотаж в обществе. Историки литературы взялись за исследование взаимоотношений поэта, и по следам этих исследований вышло два романа о «трагической любви Иры Ян». Письма Бялика к Ире Ян вызвали у многих разочарование. По мнению литературного критика Эйтана Гласса, Бялик предстал в них мелочным, скупым, тщеславным, а вовсе не гигантом духа, каким его принято представлять.

## Галерея
- Работы Иры Ян